# Phaethornis pretrei
El ermitaño del planalto o ermitaño canela (Phaethornis pretrei),  también denominado ermitaño de frente negra o picaflor ermitaño chico,  es una especie de ave apodiforme de la familia Trochilidae, perteneciente al numeroso género Phaethornis. Es nativo del centro y centro oriente de América del Sur. 

## Distribución y hábitat
Se distribuye en una extensa área que en Brasil abarca todo el este y sur de la cuenca del Amazonas (pero ausente de ésta) hasta el noroeste de Río Grande del Sur, al este de Bolivia, Paraguay y norte de Argentina (de Salta y Jujuy a Santiago del Estero y en Misiones y Corrientes).
Esta especie es considerada común en sus hábitats naturales: las áreas no forestadas ricas en vegetación o bosques secos predominantemente en regiones montañosas, también en crecimientos secundarios, bordes de bosque, bosques en galería. Se adapta bien a ambientes humanos ricos en árboles y arbustos. En altitudes entre 400 y 2100 m. En áreas abiertas y semiabiertas, como en el cerrado, la caatinga y el pantanal.

## Descripción
Mide en promedio 15 cm de longitud. El dorso es verdoso, el píleo negruzco; presenta lista superciliar e infraocular color marrón, canela claro o rufo, delimitando una faja malar negra. La garganta, las partes inferiores y las coberteras superiores de la cola, son de color canela brillante uniforme; el centro de la cola es negruzco y las puntas blancas, con las timoneras centrales más largas. El pico es curvado hacia abajo y largo, con la base de la mandíbula rojiza.

## Alimentación
Se alimenta principalmente del néctar de las flores y come además pequeños artrópodos.

## Reproducción
Para llamar a atención de las hembras, los machos abren el pico y exhiben la boca, la lengua y la mandíbula, que presentan un colorido vivo que llama a atención. También exhiben la cola expandida en abanico. El vuelo prenupcial consiste en una persecución a la hembra, con cantos, ejecutada a poca altura dentro del bosque cerrado. Su nido tiene forma cónica alargada, con un zarcillo más o menos largo, sirviendo de contrapeso. Es hecho de material acolchonado y se cuelga con raíces delgadas, en la parte exterior de alguna hoja de palmera, plátano o heliconia, de manera que con el peso del nido la hoja se dobla. La hembra pone dos huevos alargados, con un período de incubación que varía entre 12 y 15 días. Los pichones dejan el nido después de las tres semanas de edad.

## Sistemática

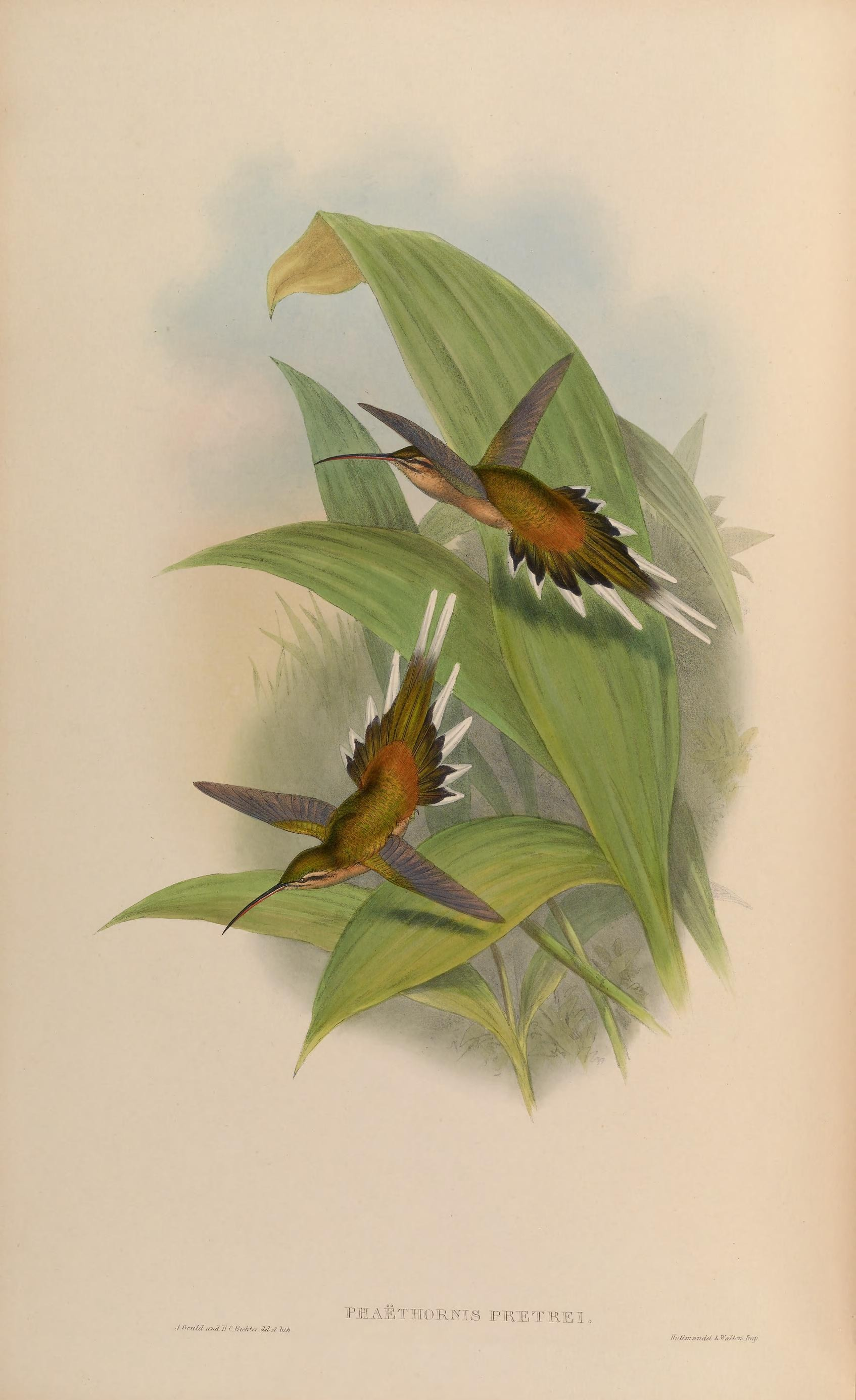
Phaëthornis pretrei, ilustración de Gould y Richter en A monograph of the Trochilidae, or family of humming-birds vol. 1, 1861.

### Descripción original
La especie P. pretrei fue descrita por primera vez por los ornitólogos franceses René Primevère Lesson y Adolphe Delattre en 1839 bajo el nombre científico Trochilus pretrei; su localidad tipo es: «Minas Gerais, Brasil».

### Etimología
El nombre genérico masculino «Phaethornis» se compone de las palabras del griego «phaethōn» que significa ‘sol’ y «ornis» que significa ‘pájaro’; y el nombre de la especie «pretrei», conmemora al ilustrador de aves suizo Jean-Gabriel Prêtre (1800–1840).

### Taxonomía
Es pariente próxima de Phaethornis augusti. Las formas propuestas garleppi y pallidiventris (ambas descritas a partir de ejemplares aberrantes), schwarti (de Bahía) y minor (del norte de Goiás a Maranhão) se consideran todas indivisibles de la nominal. Es monotípica.